# Konwerter prąd-napięcie

Uproszczony schemat konwertera

Konwerter prąd-napięcie – układ, który przetwarza sygnał prądowy na sygnał napięciowy. Układ ten charakteryzuje się małą rezystancją wejściową. Układ ten może współpracować wyłącznie ze źródłami prądowymi, ponieważ jego wejście stanowi masę pozorną. Układ ten wytwarza napięcie proporcjonalne do natężenia prądu.